# ورخ-کاراگوژ
ورخ-کاراگوژ (به لاتین: Verkh-Karaguzh) یک منطقهٔ مسکونی در روسیه است که در جمهوری آلتای واقع شده‌است.